# Bence Dombvári

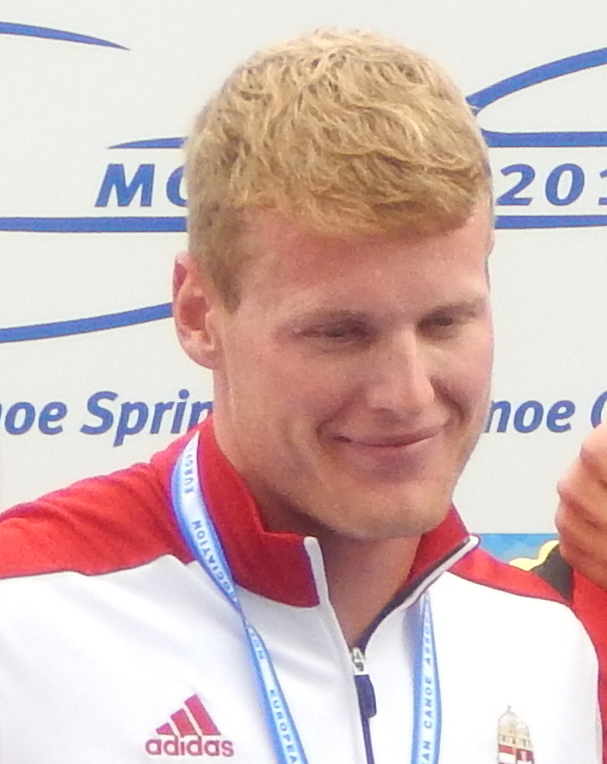
Bence Dombvári, 2016

Bence Dombvári (* 10. Oktober 1992 in Gyula) ist ein ungarischer Kanute. 
Er startet für Honvéd Budapest und wird von István Kiss trainiert. Sein erster großer internationaler Erfolg war die Bronzemedaille im K1 über 1000 m bei den Weltmeisterschaften 2013 in Duisburg. Bei den Weltmeisterschaften 2014 in Moskau wurde er Vize-Weltmeister im K1 über 500 m. 2015 wurde er nach einem positiven Dopingtest für vier Monate gesperrt. Im Juni 2016 wurde Dombvári erneut positiv getestet und suspendiert.